# El Grullo
El Grullo es una localidad del estado mexicano de Jalisco. Es cabecera del municipio de El Grullo.

## Demografía
| Gráfica de evolución demográfica |
|                                  |

| Censo | Población |
| ----- | --------- |
| 1900  | 1 794     |
| 1910  | 2 325     |
| 1921  | 3 652     |
| 1930  | 4 554     |
| 1940  | 5 433     |
| 1950  | 6 999     |
| 1960  | 9 105     |
| 1970  | 10 538    |
| 1980  | 16 595    |
| 1990  | 17 881    |
| 2000  | 19 984    |
| 2010  | 20 924    |
| 2020  | 22 738    |